# Mànlia Escantil·la
Mànlia Escantil·la (en llatí Manlia Scantilla) va ser una dama romana que va viure al segle ii. El seu nom indica que segurament formava part de la gens Mànlia, i si és així hauria format part d'una antiga gens romana d'origen patrici.
Va ser breument emperadriu romana com a esposa de l'emperador Didi Julià. Es van casar abans de què fos nomenat, i sobre l'any 153 va tenir una filla, Dídia Clara.
El seu marit es va convertir en emperador el 193, en un any conegut com l'any dels cinc emperadors. En aquell moment, ella i la seva filla van obtenir el títol d'augusta per un decret del senat romà. Mare i filla van gaudir del títol durant el breu període en què el seu marit va ser emperador. Septimi Sever va treure'ls l'honor.